# Pandemie covidu-19 ve Španělsku
Pandemie covidu-19 se ve Španělsku objevila poprvé 31. ledna 2020, když byl německý turista na ostrově La Gomera pozitivně otestován na SARS-CoV-2.
Počet potvrzených případů dosáhl 21. října 2020 již 1 005 295 lidí. Počet úmrtí na covid-19 byl k tomuto dni 34 366, z toho jedna třetina v hlavním městě Madrid.

## Průběh

### První případy (31. ledna – 25. února 2020)
Dne 31. ledna potvrdilo Španělsko prvního člověka s nákazou covidem-19. Jednalo se o německého turistu na ostrově La Gomera.

### Vývoj do října 2020
Dne 6. července 2020 byla uveřejněna studie, podle které již kolem 2 milionů Španělů, tedy 5,2 % obyvatelstva, mohlo být do té doby infikováno touto nemocí. Španělsko bylo k tomuto datu druhou zemí v Evropě po Rusku, která podle oficiálních údajů již přesáhla počet 500 000 nakažených covidem-19.
K 27. srpnu 2020 bylo infikováno 451 792 lidí. Na covid-19 zemřelo celkem 28 996 lidí a 92 355 se jich vyléčilo. 21. října 2020 přesáhl počet pozitivně testovaných osob 1 milion. Počet úmrtí byl k tomuto dni 34 366, z toho jedna třetina v Madridu.

## Reakce vlády

### Uzavření některých měst a karantény

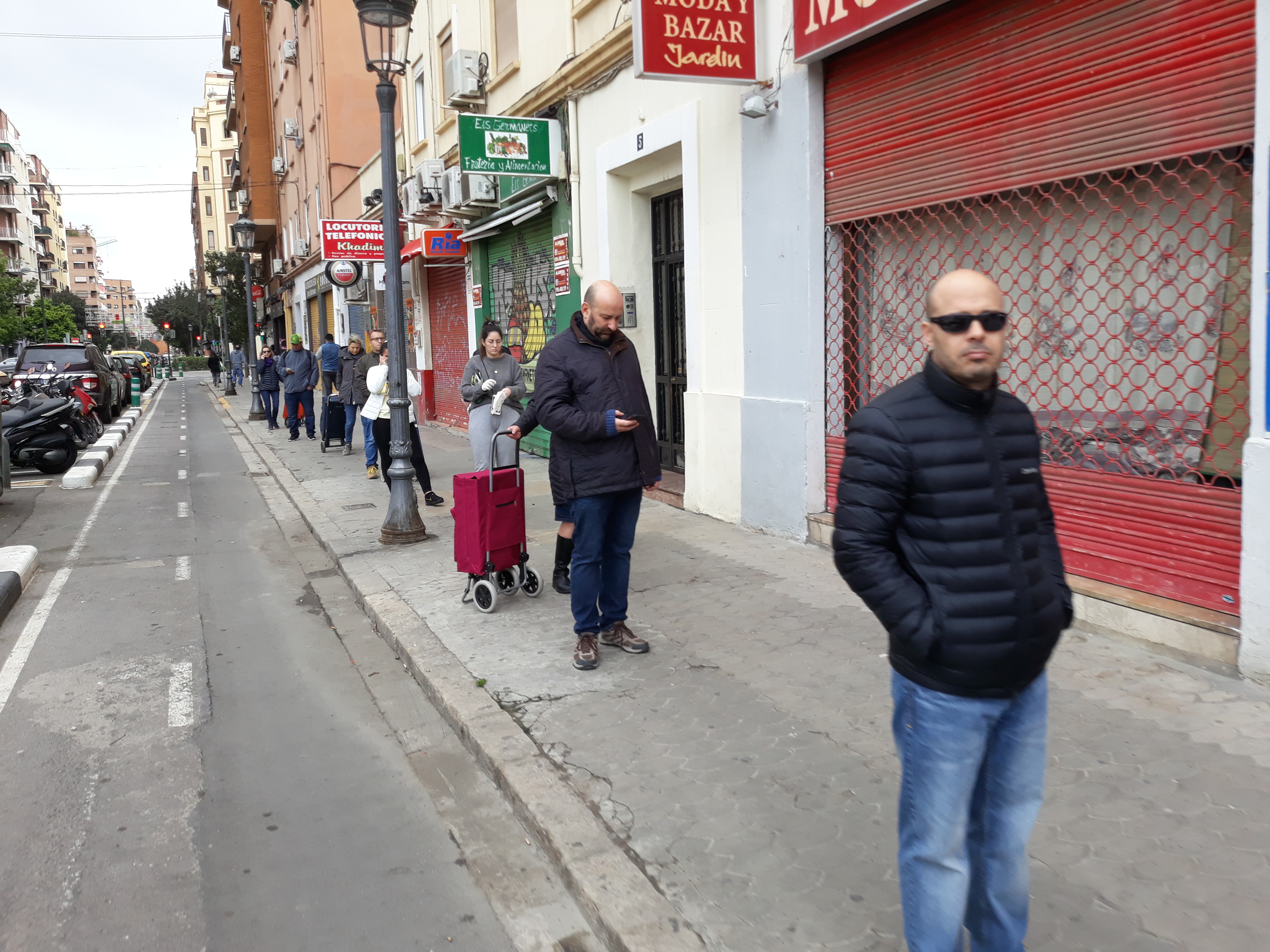
Aplikace společenského odstupu ve Valencii

Dne 7. března bylo do karantény vzato město Haro. I přes hrozbu šíření viru byla 8. března u příležitosti Mezinárodního dne žen uspořádána v Madridu velká feministická demonstrace, které se účastnila mj. ministryně Irene Montero z levicové strany Podemos. Další den byla ministryně pozitivně testována na koronavirus, vláda pak byla kritizována za pomalou reakci na šíření choroby. Nouzový stav byl vyhlášen až 13. března.
Dne 12. března katalánská regionální vláda dala do karantény čtyři katalánské obce; opatření ovlivnilo 70 000 lidí a trvalo 14 dní. O den později vyhlásila španělská vláda výjimečný stav. Centrální vláda si výjimečným stavem zajistila veškeré potřebné pravomoci, všechny jednotky policie byly po tu dobu pod kontrolou ministerstva vnitra. Mnoho nepodstatných činností bylo při tomto stavu zakázáno, včetně shromažďování ve velkém počtu, uzavírky restaurací, divadel, muzeí a podobně. Občané však měli stále povoleno cestovat za prací, nakupovat základní věci a za určitých podmínek byly povoleny náboženské aktivity. Toto opatření vyprovokovalo obyvatelstvo k náhradním aktivitám, byly plné parky, bary či pláže, což mohlo naopak dalšímu šíření viru pomoci.
Některá autonomní společenství zveřejnila další opatření; Baskicko oznámilo vyhlášení mimořádného zdravotního stavu, což regionu pomáhalo v omezování pohybu obyvatelstva.

### Omezení pohybu
Na začátku března nařídila španělská vláda zrušení všech přímých letů do a z Itálie, následně byly přidány další omezení, jako třeba hraniční kontroly, či zákaz vstupu cizincům.